# کش کانوررز
کش کانوررز (انگلیسی: Cash Converters) شرکت خدمات مالی استرالیایی است، که در سال ۱۹۸۴ تأسیس شد.